# Großer Preis von Spanien 1992
Der Große Preis von Spanien 1992 (offiziell Gran Premio Tío Pepe de España) fand am 3. Mai auf dem Circuit de Catalunya in Montmeló statt und war das vierte Rennen der Formel-1-Weltmeisterschaft 1992.

## Berichte

### Hintergrund
Nach drei gescheiterten Qualifikationen in Folge wurde Giovanna Amati bei Brabham durch den Debütanten Damon Hill ersetzt, da sie die erwarteten Sponsorengelder, die das Team dringend benötigte, nicht auftreiben konnte. Somit blieb der Große Preis von Österreich 1976 der bis heute (Stand: Ende 2013) letzte WM-Lauf der Formel 1, an dem mit Lella Lombardi eine Frau teilnahm.
Perry McCarthy hatte inzwischen eine Superlizenz erhalten und konnte somit als zweiter Fahrer neben Roberto Moreno für Andrea Moda Formula antreten. Er absolvierte allerdings aufgrund eines Defektes nur wenige Meter in der Vorqualifikation.
Mit Nigel Mansell und Ayrton Senna (jeweils zweimal) traten zwei ehemalige Sieger zu diesem Grand Prix an. Senna gewann dabei beide Rennen als diese auf dem Circuito Permanente de Jerez ausgetragen wurden. Mansell gewann jeweils einmal in Jerez und einmal auf dem Circuit de Catalunya.

### Training
Zum vierten Mal in Folge sicherte sich Mansell die Pole-Position. Sein Williams-Teamkollege Riccardo Patrese qualifizierte sich allerdings nicht wie an den drei Rennwochenenden zuvor für den zweiten Startplatz, sondern für den vierten hinter Michael Schumacher und Senna. Ivan Capelli teilte sich die dritte Startreihe mit Martin Brundle. Dahinter folgten Gerhard Berger und Jean Alesi.
Sämtliche Bestzeiten wurden im ersten Qualifikationstraining am Freitag erzielt. Aufgrund von Regen konnten sie im zweiten Durchgang am Samstag nicht unterboten werden.

### Rennen
Der Start fand bei feuchten Streckenbedingungen statt, sodass die meisten Piloten das Rennen auf Regenreifen begannen. Aufgrund der Lage seines Startplatzes unter einer Brücke, wodurch sich die Hinterräder auf einem schmalen Stück trockenen Asphalts befanden, gelang Alesi ein sehr guter Start, der ihn noch vor der ersten Kurve bis auf den dritten Rang hinter den beiden Williams-Piloten brachte. Schumacher folgte vor Senna.
In der siebten Runde überholte Schumacher Alesi, der kurz darauf hinter Senna und Berger zurückfiel. Nach einem Dreher wurde er zudem von seinem Teamkollegen Capelli überholt und befand sich in Runde 13 auf dem siebten Rang.
Als der Regen ab Runde 20 stärker wurde, drehte sich Patrese ins Aus. Schumacher gelangte dadurch auf den zweiten Rang hinter Mansell, der mit deutlichem Vorsprung in Führung lag. Senna folgte vor Berger, Capelli und Alesi. Bis zur 59. Runde gelangte der Franzose bis auf den vierten Rang nach vorn und setzte Senna unter Druck. Dieser drehte sich daraufhin in der 63. Runde ins Aus. Etwa zur gleichen Zeit fiel auch Capelli aus den Punkterängen.
Mansell gelang der vierte Sieg im vierten Saisonrennen. Schumacher belegte den zweiten Platz vor Alesi, Berger, Michele Alboreto und Pierluigi Martini.

## Meldeliste
| Team                           | Nr. | Fahrer               | Chassis          | Motor                       | Reifen |
| ------------------------------ | --- | -------------------- | ---------------- | --------------------------- | ------ |
| Honda Marlboro McLaren         | 01  | Ayrton Senna         | McLaren MP4/7A   | Honda RA122E 3.5 V12        | G      |
| Honda Marlboro McLaren         | 02  | Gerhard Berger       | McLaren MP4/7A   | Honda RA122E 3.5 V12        | G      |
| Tyrrell Racing Organisation    | 03  | Olivier Grouillard   | Tyrrell 020B     | Ilmor 2175A 3.5 V10         | G      |
| Tyrrell Racing Organisation    | 04  | Andrea de Cesaris    | Tyrrell 020B     | Ilmor 2175A 3.5 V10         | G      |
| Canon Williams Team            | 05  | Nigel Mansell        | Williams FW14B   | Renault RS3C 3.5 V10        | G      |
| Canon Williams Team            | 06  | Riccardo Patrese     | Williams FW14B   | Renault RS3C 3.5 V10        | G      |
| Motor Racing Developments      | 07  | Eric van de Poele    | Brabham BT60B    | Judd GV 3.5 V10             | G      |
| Motor Racing Developments      | 08  | Damon Hill           | Brabham BT60B    | Judd GV 3.5 V10             | G      |
| Footwork Mugen Honda           | 09  | Michele Alboreto     | Footwork FA13    | Mugen-Honda MF-351H 3.5 V10 | G      |
| Footwork Mugen Honda           | 10  | Aguri Suzuki         | Footwork FA13    | Mugen-Honda MF-351H 3.5 V10 | G      |
| Team Lotus                     | 11  | Mika Häkkinen        | Lotus 102D       | Ford Cosworth HB 3.5 V8     | G      |
| Team Lotus                     | 12  | Johnny Herbert       | Lotus 102D       | Ford Cosworth HB 3.5 V8     | G      |
| Fondmetal                      | 14  | Andrea Chiesa        | Fondmetal GR01   | Ford Cosworth HB 3.5 V8     | G      |
| Fondmetal                      | 15  | Gabriele Tarquini    | Fondmetal GR01   | Ford Cosworth HB 3.5 V8     | G      |
| March F1                       | 16  | Karl Wendlinger      | March CG911      | Ilmor 2175A 3.5 V10         | G      |
| March F1                       | 17  | Paul Belmondo        | March CG911      | Ilmor 2175A 3.5 V10         | G      |
| Camel Benetton Ford            | 19  | Michael Schumacher   | Benetton B192    | Ford Cosworth HB 3.5 V8     | G      |
| Camel Benetton Ford            | 20  | Martin Brundle       | Benetton B192    | Ford Cosworth HB 3.5 V8     | G      |
| BMS Scuderia Italia            | 21  | JJ Lehto             | Dallara 192      | Ferrari 037 3.5 V12         | G      |
| BMS Scuderia Italia            | 22  | Pierluigi Martini    | Dallara 192      | Ferrari 037 3.5 V12         | G      |
| Minardi Team                   | 23  | Christian Fittipaldi | Minardi M191B    | Lamborghini 3512 3.5 V12    | G      |
| Minardi Team                   | 24  | Gianni Morbidelli    | Minardi M191B    | Lamborghini 3512 3.5 V12    | G      |
| Ligier Gitanes Blondes         | 25  | Thierry Boutsen      | Ligier JS37      | Renault RS3C 3.5 V10        | G      |
| Ligier Gitanes Blondes         | 26  | Érik Comas           | Ligier JS37      | Renault RS3C 3.5 V10        | G      |
| Scuderia Ferrari               | 27  | Jean Alesi           | Ferrari F92A     | Ferrari 040 3.5 V12         | G      |
| Scuderia Ferrari               | 28  | Ivan Capelli         | Ferrari F92A     | Ferrari 040 3.5 V12         | G      |
| Central Park Venturi Larrousse | 29  | Bertrand Gachot      | Venturi LC92     | Lamborghini 3512 3.5 V12    | G      |
| Central Park Venturi Larrousse | 30  | Ukyō Katayama        | Venturi LC92     | Lamborghini 3512 3.5 V12    | G      |
| Sasol Jordan Yamaha            | 32  | Stefano Modena       | Jordan 192       | Yamaha OX99 3.5 V12         | G      |
| Sasol Jordan Yamaha            | 33  | Maurício Gugelmin    | Jordan 192       | Yamaha OX99 3.5 V12         | G      |
| Andrea Moda Formula            | 34  | Roberto Moreno       | Andrea Moda S921 | Judd GV 3.5 V10             | G      |
| Andrea Moda Formula            | 35  | Perry McCarthy       | Andrea Moda S921 | Judd GV 3.5 V10             | G      |

## Klassifikationen

### Qualifying
| Pos. | Fahrer               | Konstrukteur         | Vorqualifikation | Vorqualifikation  | 1. Qualifikationstraining | 1. Qualifikationstraining | 2. Qualifikationstraining | 2. Qualifikationstraining | Start |
| Pos. | Fahrer               | Konstrukteur         | Zeit             | Ø-Geschwindigkeit | Zeit                      | Ø-Geschwindigkeit         | Zeit                      | Ø-Geschwindigkeit         | Start |
| ---- | -------------------- | -------------------- | ---------------- | ----------------- | ------------------------- | ------------------------- | ------------------------- | ------------------------- | ----- |
| 01   | Nigel Mansell        | Williams-Renault     | –                | –                 | 1:20,190                  | 213,109 km/h              | 1:46,737                  | 160,106 km/h              | 01    |
| 02   | Michael Schumacher   | Benetton-Ford        | –                | –                 | 1:21,195                  | 210,471 km/h              | –                         | –                         | 02    |
| 03   | Ayrton Senna         | McLaren-Honda        | –                | –                 | 1:21,209                  | 210,435 km/h              | 1:46,581                  | 160,340 km/h              | 03    |
| 04   | Riccardo Patrese     | Williams-Renault     | –                | –                 | 1:21,534                  | 209,596 km/h              | –                         | –                         | 04    |
| 05   | Ivan Capelli         | Ferrari              | –                | –                 | 1:22,413                  | 207,360 km/h              | 1:52,319                  | 152,149 km/h              | 05    |
| 06   | Martin Brundle       | Benetton-Ford        | –                | –                 | 1:22,529                  | 207,069 km/h              | –                         | –                         | 06    |
| 07   | Gerhard Berger       | McLaren-Honda        | –                | –                 | 1:22,711                  | 206,613 km/h              | 1:46,062                  | 161,125 km/h              | 07    |
| 08   | Jean Alesi           | Ferrari              | –                | –                 | 1:22,746                  | 206,526 km/h              | 1:45,903                  | 161,367 km/h              | 08    |
| 09   | Karl Wendlinger      | March-Ilmor          | –                | –                 | 1:23,121                  | 205,594 km/h              | –                         | –                         | 09    |
| 10   | Érik Comas           | Ligier-Renault       | –                | –                 | 1:23,593                  | 204,433 km/h              | 1:50,914                  | 154,076 km/h              | 10    |
| 11   | Andrea de Cesaris    | Tyrrell-Ilmor        | –                | –                 | 1:23,723                  | 204,116 km/h              | 1:49,847                  | 155,573 km/h              | 11    |
| 12   | JJ Lehto             | Dallara-Ferrari      | –                | –                 | 1:24,054                  | 203,312 km/h              | 1:54,117                  | 149,752 km/h              | 12    |
| 13   | Pierluigi Martini    | Dallara-Ferrari      | –                | –                 | 1:24,236                  | 202,873 km/h              | 1:54,590                  | 149,133 km/h              | 13    |
| 14   | Thierry Boutsen      | Ligier-Renault       | –                | –                 | 1:24,583                  | 202,041 km/h              | 1:56,313                  | 146,924 km/h              | 14    |
| 15   | Olivier Grouillard   | Tyrrell-Ilmor        | –                | –                 | 1:24,608                  | 201,981 km/h              | 1:51,606                  | 153,121 km/h              | 15    |
| 16   | Michele Alboreto     | Footwork-Mugen-Honda | 1:26,120         | 198,435 km/h      | 1:24,634                  | 201,919 km/h              | 1:48,366                  | 157,699 km/h              | 16    |
| 17   | Maurício Gugelmin    | Jordan-Yamaha        | –                | –                 | 1:24,671                  | 201,831 km/h              | 1:50,598                  | 154,516 km/h              | 17    |
| 18   | Gabriele Tarquini    | Fondmetal-Ford       | –                | –                 | 1:24,800                  | 201,524 km/h              | 1:57,115                  | 145,918 km/h              | 18    |
| 19   | Aguri Suzuki         | Footwork-Mugen-Honda | –                | –                 | 1:24,940                  | 201,191 km/h              | –                         | –                         | 19    |
| 20   | Andrea Chiesa        | Fondmetal-Ford       | 1:27,902         | 194,412 km/h      | 1:24,963                  | 201,137 km/h              | –                         | –                         | 20    |
| 21   | Mika Häkkinen        | Lotus-Ford           | –                | –                 | 1:25,202                  | 200,573 km/h              | –                         | –                         | 21    |
| 22   | Christian Fittipaldi | Minardi-Lamborghini  | –                | –                 | 1:25,315                  | 200,307 km/h              | 1:54,122                  | 149,745 km/h              | 22    |
| 23   | Paul Belmondo        | March-Ilmor          | –                | –                 | 1:25,467                  | 199,951 km/h              | —                         | —                         | 23    |
| 24   | Bertrand Gachot      | Venturi-Lamborghini  | 1:26,032         | 198,638 km/h      | 1:25,700                  | 199,407 km/h              | 1:54,108                  | 149,763 km/h              | 24    |
| 25   | Gianni Morbidelli    | Minardi-Lamborghini  | –                | –                 | 1:25,786                  | 199,207 km/h              | 1:58,389                  | 144,348 km/h              | 25    |
| 26   | Johnny Herbert       | Lotus-Ford           | –                | –                 | 1:25,786                  | 199,207 km/h              | –                         | –                         | 26    |
| DNQ  | Ukyō Katayama        | Venturi-Lamborghini  | 1:26,487         | 197,593 km/h      | 1:25,932                  | 198,869 km/h              | –                         | –                         | —     |
| DNQ  | Eric van de Poele    | Brabham-Judd         | –                | –                 | 1:26,880                  | 196,699 km/h              | 3:23,215                  | 84,094 km/h               | —     |
| DNQ  | Stefano Modena       | Jordan-Yamaha        | –                | –                 | 1:27,480                  | 195,350 km/h              | 1:54,443                  | 149,325 km/h              | —     |
| DNQ  | Damon Hill           | Brabham-Judd         | –                | –                 | 1:27,763                  | 194,720 km/h              | –                         | –                         | –     |
| DNPQ | Roberto Moreno       | Andrea Moda-Judd     | 1:37,155         | 175,896 km/h      | –                         | –                         | –                         | –                         | –     |
| DNPQ | Perry McCarthy       | Andrea Moda-Judd     | –                | –                 | –                         | –                         | –                         | –                         | –     |

### Rennen
| Pos. | Fahrer               | Konstrukteur         | Runden | Stopps | Zeit        | Start | Schnellste Runde |
| ---- | -------------------- | -------------------- | ------ | ------ | ----------- | ----- | ---------------- |
| 01   | Nigel Mansell        | Williams-Renault     | 65     | 0      | 1:56:10,674 | 01    | 1:42,503         |
| 02   | Michael Schumacher   | Benetton-Ford        | 65     | 0      | + 23,914    | 02    | 1:42,989         |
| 03   | Jean Alesi           | Ferrari              | 65     | 1      | + 26,462    | 08    | 1:43,469         |
| 04   | Gerhard Berger       | McLaren-Honda        | 65     | 0      | + 1:20,647  | 07    | 1:42,850         |
| 05   | Michele Alboreto     | Footwork-Mugen-Honda | 64     | 0      | + 1 Runde   | 16    | 1:46,196         |
| 06   | Pierluigi Martini    | Dallara-Ferrari      | 63     | 0      | + 2 Runden  | 13    | 1:46,713         |
| 07   | Aguri Suzuki         | Footwork-Mugen-Honda | 63     | 0      | + 2 Runden  | 19    | 1:47,233         |
| 08   | Karl Wendlinger      | March-Ilmor          | 63     | 1      | + 2 Runden  | 09    | 1:45,598         |
| 09   | Ayrton Senna         | McLaren-Honda        | 62     | 0      | DNF         | 03    | 1:43,176         |
| 10   | Ivan Capelli         | Ferrari              | 62     | 0      | DNF         | 05    | 1:44,032         |
| 11   | Christian Fittipaldi | Minardi-Lamborghini  | 61     | 0      | + 4 Runden  | 22    | 1:50,019         |
| 12   | Paul Belmondo        | March-Ilmor          | 61     | 0      | + 4 Runden  | 23    | 1:48,862         |
| –    | JJ Lehto             | Dallara-Ferrari      | 56     | 0      | DNF         | 12    | 1:45,915         |
| –    | Gabriele Tarquini    | Fondmetal-Ford       | 56     | 0      | DNF         | 18    | 1:46,083         |
| –    | Mika Häkkinen        | Lotus-Ford           | 56     | 0      | DNF         | 21    | 1:47,017         |
| –    | Érik Comas           | Ligier-Renault       | 55     | 1      | DNF         | 10    | 1:48,096         |
| –    | Bertrand Gachot      | Venturi-Lamborghini  | 35     | 0      | DNF         | 24    | 1:47,454         |
| –    | Olivier Grouillard   | Tyrrell-Ilmor        | 30     | 0      | DNF         | 15    | 1:48,296         |
| –    | Gianni Morbidelli    | Minardi-Lamborghini  | 26     | 1      | DNF         | 25    | 1:49,661         |
| –    | Maurício Gugelmin    | Jordan-Yamaha        | 24     | 0      | DNF         | 17    | 1:47,713         |
| –    | Andrea Chiesa        | Fondmetal-Ford       | 22     | 1      | DNF         | 20    | 1:49,793         |
| –    | Riccardo Patrese     | Williams-Renault     | 19     | 0      | DNF         | 04    | 1:43,148         |
| –    | Johnny Herbert       | Lotus-Ford           | 13     | 0      | DNF         | 26    | 1:47,739         |
| –    | Thierry Boutsen      | Ligier-Renault       | 11     | 1      | DNF         | 14    | 1:51,586         |
| –    | Martin Brundle       | Benetton-Ford        | 4      | 0      | DNF         | 06    | 1:50,461         |
| –    | Andrea de Cesaris    | Tyrrell-Ilmor        | 2      | 0      | DNF         | 11    | 2:14,087         |

## WM-Stände nach dem Rennen
Die ersten sechs des Rennens bekamen 10, 6, 4, 3, 2 bzw. 1 Punkt(e).

### Fahrerwertung
| Pos. | Fahrer             | Konstrukteur         | Punkte |
| ---- | ------------------ | -------------------- | ------ |
| 01   | Nigel Mansell      | Williams-Renault     | 40     |
| 02   | Riccardo Patrese   | Williams-Renault     | 18     |
| 03   | Michael Schumacher | Benetton-Ford        | 17     |
| 04   | Gerhard Berger     | McLaren-Honda        | 8      |
| 05   | Jean Alesi         | Ferrari              | 7      |
| 06   | Ayrton Senna       | McLaren-Honda        | 4      |
| 07   | Michele Alboreto   | Footwork-Mugen-Honda | 3      |
| 08   | Andrea de Cesaris  | Tyrrell-Ilmor        | 2      |
| 09   | Ivan Capelli       | Ferrari              | 2      |
| 10   | Johnny Herbert     | Lotus-Ford           | 1      |
| 11   | Mika Häkkinen      | Lotus-Ford           | 1      |
| 12   | Pierluigi Martini  | Dallara-Ferrari      | 1      |
| 13   | Aguri Suzuki       | Footwork-Mugen-Honda | 0      |
| 14   | Érik Comas         | Ligier-Renault       | 0      |
| 16   | Gianni Morbidelli  | Minardi-Lamborghini  | 0      |

| Pos. | Fahrer               | Konstrukteur        | Punkte |
| ---- | -------------------- | ------------------- | ------ |
| 15   | JJ Lehto             | Dallara-Ferrari     | 0      |
| 17   | Ukyō Katayama        | Venturi-Lamborghini | 0      |
| 18   | Karl Wendlinger      | March-Ilmor         | 0      |
| 19   | Thierry Boutsen      | Ligier-Renault      | 0      |
| 20   | Maurício Gugelmin    | Jordan-Yamaha       | 0      |
| 21   | Bertrand Gachot      | Venturi-Lamborghini | 0      |
| 22   | Christian Fittipaldi | Minardi-Lamborghini | 0      |
| 23   | Paul Belmondo        | March-Ilmor         | 0      |
| 24   | Eric van de Poele    | Brabham-Judd        | 0      |
| –    | Olivier Grouillard   | Tyrrell-Ilmor       | 0      |
| –    | Gabriele Tarquini    | Fondmetal-Ford      | 0      |
| –    | Martin Brundle       | Benetton-Ford       | 0      |
| –    | Stefano Modena       | Jordan-Yamaha       | 0      |
| –    | Andrea Chiesa        | Fondmetal-Ford      | 0      |

### Konstrukteurswertung
| Pos. | Konstrukteur         | Punkte |
| ---- | -------------------- | ------ |
| 01   | Williams-Renault     | 58     |
| 02   | Benetton-Ford        | 17     |
| 03   | McLaren-Honda        | 12     |
| 04   | Ferrari              | 9      |
| 05   | Footwork-Mugen-Honda | 3      |
| 06   | Tyrrell-Ilmor        | 2      |
| 07   | Lotus-Ford           | 2      |
| 08   | Dallara-Ferrari      | 1      |

| Pos. | Konstrukteur        | Punkte |
| ---- | ------------------- | ------ |
| 09   | Ligier-Renault      | 0      |
| 10   | Minardi-Lamborghini | 0      |
| 11   | Venturi-Lamborghini | 0      |
| 12   | March-Ilmor         | 0      |
| 13   | Jordan-Yamaha       | 0      |
| 14   | Brabham-Judd        | 0      |
| –    | Fondmetal-Ford      | 0      |